# Chapmanicythereis
Chapmanicythereis is een geslacht van uitgestorven kreeftachtigen uit de klasse van de Ostracoda (mosselkreeftjes).

## Soorten
- Chapmanicythereis capsaformis Andreu, 1983 †
- Chapmanicythereis chapmani (Kaye, 1964) Gruendel, 1973 †
- Chapmanicythereis circumvallata (Donze, 1972) Gruendel, 1973 †
- Chapmanicythereis cribrosa (Triebel, 1940) Gruendel, 1973 †
- Chapmanicythereis laminata (Triebel, 1940) Gruendel, 1973 †
- Chapmanicythereis mediocostata (Babinot, 1971) Gruendel, 1973 †
- Chapmanicythereis rectangularis (Oertli, 1958) Gruendel, 1973 †
- Chapmanicythereis triebeli (Mertens, 1956) Gruendel, 1973 †
- Chapmanicythereis turbensis Babinot, 1980 †